# Death Valley (EP)
Death Valley è l'EP della cantautrice statunitense LP.

## Tracce
1. Muddy Waters – 3:49
2. Lost on You – 4:28
3. Strange – 3:55
4. Death Valley – 2:52
5. Other People – 4:05

## Classifiche
| Classifica (2016) | Posizione massima |
| ----------------- | ----------------- |
| Francia           | 75                |
| Polonia           | 4                 |
| Svizzera          | 41                |